# Supella longipalpa
Supella longipalpa, conhecida como barata de faixa marrom, é uma espécie da família Ectobiidae. Esse animal é originário do continente africano mas é considerado uma peste quase cosmopolita.  Essa barata é comumente encontrada dentro de residências ou próximo a elas. Ela pode se esconder facilmente em frestas em papéis de parede e livros.  As fêmeas carregam a ooteca, que pode conter até 16 ovos, por um período que pode variar de 24 a 39  horas e depois a deposita em algum local protegido. Uma fêmea pode por até 18 ootecas durante sua vida. O dorso dessa espécie apresenta duas listras transversais escuras. Seu comprimento varia de 10 a 14 milímetros.